# Hopea beccariana
Espèce
Classification phylogénétique
Statut de conservation UICN

 VU  : Vulnérable
Hopea beccariana est un arbre tropical de la famille des Dipterocarpaceae.

## Synonymes
- Balanocarpus ovalifolius Ridl.,
- Hancea beccariana Pierre,
- Hopea intermedia King,
- Hopea nicholsonii Heim,
- Hopea pierrei (non Hance) Ridl.

## Description
Cet arbre tropical atteint 45 m de hauteur.

## Biologie
Petits panicules de fleurs blanc-jaune (4 mm).

## Répartition
On le trouve dans les forêts des vallées ou des collines de la péninsule Malaise, de Thaïlande et de Bornéo à une altitude inférieure à 1000m.